# Station Gulbene
Station Gulbene is een station in de Letse plaats Gulbene in het district Gulbene.
Het stationsgebouw, ontworpen door de architect Peteris Feders, werd gebouwd in 1926 aan de in 1916 door het Russische leger aangelegde spoorlijn vanuit Rusland via Pytalovo naar Ieriķi en de in datzelfde jaar van 750 mm smalspoor naar 1524mm-breedspoor omgebouwde spoorlijn van Pļaviņas naar Gulbene.
In 1938 werd ook de resterende smalspoorlijn naar Alūksne en Ape (van de oorspronkelijke smalspoorlijn van Stukmaņi, bij Pļaviņas, via Gulbene naar Valka) omgelegd van het oude station Vecgulbene naar het centrale station Gulbene.
Tijdens de Tweede Wereldoorlog liep het stationsgebouw grote schade op, welke in de naoorlogse jaren door Duitse krijgsgevangen werd herbouwd.
De breedspoorlijn naar Ieriķi werd gesloten in 1999, gevolgd door de lijn in oostelijke richting naar de Russische grens in 2001.
Sinds 3 januari 2002 wordt de smalspoorlijn, welke sinds 1970 is ingekort tot Ape en sinds 1973 tot Alūksne, door de private spoorwegonderneming Gulbenes-Alūksnes banitis geëxploiteerd. De Letse spoorwegen Pasažieru vilciens exploiteert de breedspoorlijn tussen Gulbene en Pļaviņas met (in 2014) één doorgaande reizigerstreinpaar van Riga naar Gulbene v.v.